# Andesiana lamellata
Andesiana lamellata là một loài bướm đêm thuộc họ Andesianidae. Nó được tìm thấy ở Argentina (Neuquen and Rio Negro) and Chile (Malleco and Valdivia).
Chiều dài cánh trước là 15.7-26.1 mm đối với con đực và 21.5-26.1 đối với con cái. 
Con trưởng thành bay từ cuối tháng 9 đến giữa tháng 1, với một số ghi chép riêng bay tháng 2 và tháng 4 ở rừng Nothofagus pumilio và Nothofagus antarctica. Chúng xuất hiện ở độ cao từ 100-1750 mét.